# Polycnemum
Polycnemum es un género de plantas fanerógamas con 53 especies pertenecientes a la familia Amaranthaceae.

## Taxonomía
El género fue descrito por Carlos Linneo y publicado en Species Plantarum 1: 35. 1753. La especie tipo es: Polycnemum arvense.

## Especies seleccionadas
| - Polycnemum acutum - Polycnemum alternifolium - Polycnemum americanum - Polycnemum arvense - Lista completa de especies |